# Fossa supraspinata

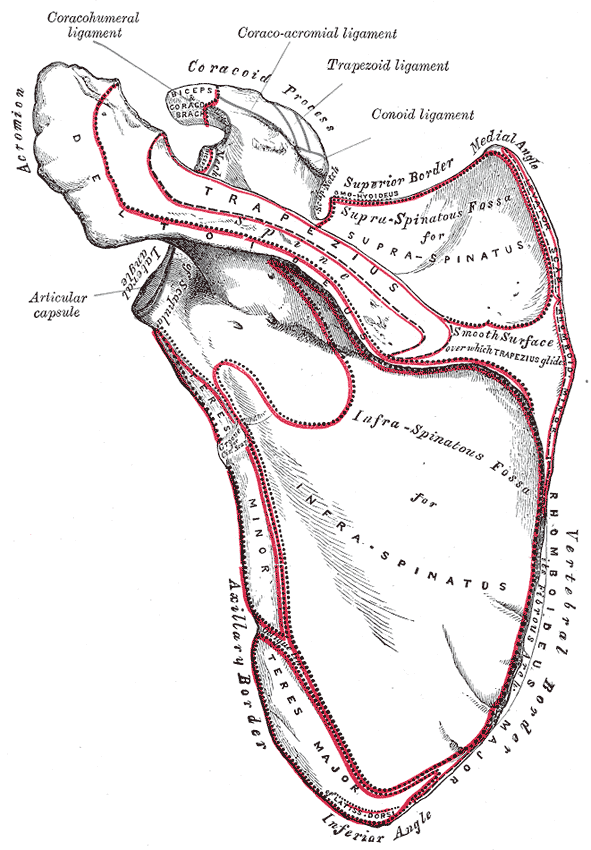
A lapocka dorsalis felszíne (fent jobbra lehet látni a fossa supraspinatat)

A fossa supraspinata a lapockán (scapula) található konkáv, sima mélyedés. A vertebralis vége durvább mint a humeralis vége. Kisebb, mint a fossa infraspinata. A medialis 2/3 része a musculus supraspinatusnak biztosít eredési helyet.